# Emilio Butragueño
Emilio Butragueño (Madrid, 22. srpnja 1963.) bivši je  španjolski nogometaš koji je igrao na poziciji napadača.
Svoj nadimak El Buitre (sup) dobio je jer je bio član legendarne Realove postave zvane Quinta del Biutre (Pet strvinara). Pet igrača koji su bili u toj skupini su (zajedno s Butragueñom): Manolo Sanchís, Martín Vazquez, Miguel Pardeza i Michel.

## Klupska karijera
Butragueño se 1981. pridružio Realovoj mlađoj postavi. Svojim odličnim igrama skreće pozornost na sebe pa ga tadašnji trener Alfredo di Stefano poziva u prvu momčad. Debi je odigrao 5. veljače 1984. protiv Cadiza. Real je tu utakmicu gubio 0:2, ali tada na scenu stupa Butragueño. Postiže dva pogotka za izjednačenje i asistira za treći. Tako se na najbolji mogući način predstavlja navijačima Reala. Godine 1991. osvaja Pichichi kao najbolji strijelac Primere.
U lipnju 1995. njegova minutaža u Realu opada, ponajprije zbog odličnog mladog Raúla i on odlazi. Potpisuje za meksičku Celayu. Nakon tri godine oprašta se u travnju 1998. Za cijele svoje nogometne karijere nikad nije dobio crveni karton.

## Reprezentativna karijera
Butragueño je za španjolsku A vrstu odigrao 69 utakmica i postigao 26 pogodaka. Debi u reprezentaciji odigrao je 17. listopada 1984. protiv Walesa. Butragueño je peti najbolji strijelac Španjolske.

## Trofeji

### Real Madrid
- Kup UEFA (2): 1985., 1986.
- La Liga (6): 1986., 1987., 1988., 1989., 1990., 1995.
- Kup kralja (2): 1989., 1993.
- Špa. liga-kup (1): 1985.
- Španjolski superkup (4): 1988., 1989., 1990., 1993.

### Pojedinačno
- Pichichi (1): 1991.
- Bravo Award (2): 1985., 1986.
- Brončana lopta (treći najbolji igrač na svijetu) (2): 1986., 1987.
- Srebrna kopačka (drugi najbolji strijelac SP) (1): 1986.

## Vanjske poveznice
- BDFutbol profile
- National team data
- Real Madrid biography
- Biography at Real Madrid Fans
- International appearances,
- FootballDatabase profile and stats